# Marune: Sterrenwereld 933
Marune: Sterrenwereld 933 of Marune: Alastor 933 (Engels: Marune: Alastor 933) is een sciencefictionroman uit 1975 van de Amerikaanse schrijver Jack Vance. Het is het tweede boek van de Alastor-reeks.
Het boek speelt af in de Alastorzwerm: een klein sterrenstelsel met 3000 bewoonde planeten dat doorgaans niet tot de Gaeaanse Zwerm wordt gerekend. Wel wordt er, evenals in de Zwerm, de ozol (het equivalent van 1 uur ongeschoolde arbeid) gebruikt als munteenheid. Hoewel elke planeet redelijk autonoom is, bestaat er een centrale overheid op de planeet Numenes. Staatshoofd is de Connatic en de militaire ordedienst heet de Whelm.
Marune wordt hoofdzakelijk bewoond door twee volkeren: het uitstervende ras der Majar en de trotse Rhune die in feodale semi-onafhankelijke marken in de berglanden ten oosten van de enige grote stad Port Mar wonen. Port Mar bezit een ruimtehaven en een gemeleerdere bevolking die uit verstoten of vrijwillig vertrokken Majar en Rhune alsmede mensen van gemengde afkomst en interstellairen bestaat. Dit is de plaats waar Rhune komen om te winkelen en voor vertier in de verschillende winkels, restaurants, bars, clubs en bordelen. Omdat de planeet vier zonnen heeft is het er vrijwel nooit nacht (murk). Slechts tijdens murk vindt, onder zowel Majar, Rhune als stedelingen, geslachtsgemeenschap plaats. De mannen gaan op pad en zoeken een niet-vergrendelde deur, want dat betekent dat daar een vrouw is die open staat voor seks. Deze vindt in het pikkedonker en in stilte plaats. Hierdoor wordt verwantschap via de moederlijn bepaald, want het is nooit zeker wie de vader is. Murk is echter ook de tijd van afrekeningen; de Rhune hebben een afkeer van het doden van mensen, tenzij in oorlog of tijdens murk. De donkere straten zijn bepaald niet veilig, en het is een andere reden waarom de meeste mensen hun deuren met murk vergrendelen. Doodslag tijdens murk geldt als murk-daad en wordt normaal bevonden, maar wanneer er sprake is van voorbedachte rade is het zelfs tijdens murk moord, in de ogen van de Rhune de meest verwerpelijke misdaad.
Naast de twee menselijke volkeren en stedelingen van Port Mar is er ook een intelligent inheems ras, de Fwai-chi. Zij produceren zeer waardevolle zaken, waaronder juwelen en  drugs die mensen krankzinnig kunnen maken, geheugens kunnen wissen en weer kunnen herstellen. Deze zaken vinden hun weg naar schimmige winkels in Port Mar, waar ze voor allerlei doeleinden worden verkocht. Deze Fwai-chi hebben een aantal heilige plaatsen in het Rhune bergland die de marken middels mondelinge verdragen, overgeleverd van generatie op generatie, respecteren.
Iedere Rhune mark wordt bestuurd door een kaiark (markies), bijgestaan door eiodarks (baronnen). Deze marken zijn van tijd tot tijd in oorlogen verwikkeld, die zo gewelddadig zijn dat de Whelm de Rhune verbiedt energiewapens en luchtvaartuigen te hanteren. Ook worden door middel van trismes ("huwelijken") banden tussen de marken gesmeed. Hoewel uit een trisme kinderen kunnen voortkomen houden ook de Rhune zich aan de seksuele gewoonten van Marune en wordt slechts met murk tussen willekeurige partners gecopuleerd. Dat kunnen de leden van een trisme zijn, maar dat hoeft niet. Een trisme is dus veel vrijblijvender dan een huwelijk. Verder vinden Rhune de stofwisseling en alles wat ermee samenhangt vulgair, niet alleen plassen en poepen maar ook eten en drinken. Daarom eten en drinken Rhune alleen, slechts bij uitzondering drinken ze met hun gezichten achter etiquetteschermen. In plaats van diners organiseren Rhune bijeenkomsten waarbij welriekende geuren worden geproduceerd.

## Verhaal
De zwerver genaamd Pardero, gestrand op een afgelegen wereld waar hij niet thuishoort, probeert te ontdekken wie hij was en wie zijn vijand is, de man die zijn geheugen gestolen heeft. Hij reist na enige tijd voor zijn overtochtgeld gewerkt te hebben naar Numenes, de hoofdstedelijke planeet van Alastor. Wetenschappers aldaar ontdekken dat zijn thuiswereld het geheimzinnige Marune is, een planeet beschenen door vier beweeglijke zonnen. Daar aangekomen wordt Pardero begroet als Efraim, kaiark van Scharrode. Nu moet hij nog enkel zijn vijand ontdekken en er zijn veel kandidaten.
Efraim wordt vijandig ontvangen door kraike (markiezin) Singhalissa, haar zoon kang (kaiark-erfgenaam) Destian en de Lissolet (jonkvrouwe) Sthelany. Zij zijn Efraim slecht gezind, want als hij niet was teruggekomen zou Destian kaiark zijn geworden. Singhalissa en Destian dalen hierdoor een trede in de titulatuur: Destian is nu jonker en Singhalissa is wirwove (freule). Efraims vader Jochaim had een trisme met Singhalissa gesloten na de dood van Efraims moeder, waarbij haar kinderen Destian en Sthelany waren meegekomen. 
Verder is Scharrode voortdurend in oorlog met de mark Gosso, waarbij Efraims vader Jochaim is gesneuveld. Scharrode is op betere voet met kaiark Rianlle van de veel grotere en machtiger mark Eccord die aanspraak maakt op een stuk land waar zich toevallig een Fai-chi heiligdom bevindt; hij wil er een paviljoen bouwen. De Fwai-chi verlangen dat Scharrode een oude mondelinge overeenkomst met hen honoreert en het land niet afstaat, maar omdat Efraim zijn geheugen kwijt is herinnert hij zich de afspraak niet. In dit wespennest van intriges zijn er maar twee personen die hij meent te vertrouwen: Matho Lorcas uit Port Mar die hem vergezelt, en de oude huisknecht Agnois die trouw zijn vader Jochaim had gediend.
Destian is vijandig tegen Efraim, en Singhalissa probeert zijn reputatie bij de eiodarks te beschadigen en hem voor schut te zetten. De mooie Sthelany flirt met Efraim en laat doorschemeren dat ze met murk de haar deur niet zal vergrendelen, implicerend dat ze openstaat voor een seksueel avontuurtje. Efraim komt in de verleiding maar vertrouwt het niet en terecht: door via de balkonluiken naar binnen te gluren blijkt dat binnen behalve Sthelany ook Destian en Agnois klaarstaan met een dolk, knuppel en een zak. Matho Lorcas, die ook een oogje op Sthelany heeft, is onvoorzichtiger en loopt wel in de val: enkele dagen later wordt zijn lijk gevonden. Efraim laat al het personeel vervangen.
Efraim sluit, tot onbegrip van de eiodarks, een wapenstilstand met Gosso. Dit omdat het is gebleken dat de moordenaar van zijn vader hoogstwaarschijnlijk niet van Gosso afkomstig kon zijn, en ook de kaiark van Gosso ontkent dat zijn mannen er iets mee te maken hadden. Tijdens een bezoek aan Rianlle op zijn mark Eccord blijkt een zekere aantrekkingskracht tussen Efraim en Rianlle´s dochter, de Lissolet Maerio. Rianlle blijft op de gebiedsafstand aandringen en probeert Efraim te paaien met een trisme met Maerio. Er wordt een tegenbezoek georganiseerd waarbij Rianlle hoopt dat Efraim toegeeft, met als wortel de trisme met Maerio en als stok het feit dat Scharrode militair niet tegen Eccord opkan.
Dan komen er vier Fwai-chi aan de poort die Efraim een drank aanbieden die zijn geheugen kan herstellen. Ze zijn wanhopig want ze weten dat in werkelijkheid het Rianlle gaat om bezit van het Fwai-chi heiligdom, zodat hij hen kan afpersen en dwingen waardevolle juwelen en drugs te leveren. Rianlle zit namelijk zwaar om geld verlegen. Efraim drinkt de drank, tegen de etiquette en op sterk afraden van Rianlle, in ieders bijzijn.
Efraims geheugen keert terug. Efraim was met zijn vader Jochaim, zijn stiefmoeder Singhalissa, zijn stiefbroer Destian en stiefzus Sthelany, alsmede de bevriende kaiark Rianlle en diens dochter Maerio, naar Port Mar gegaan om te shoppen en de bloemetjes buiten te zetten. Hier was tussen hem en Maerio een vonk overgeslagen. Nadien nam Matho Lorcas, die ze er hadden ontmoet, Efraim mee op een bezichtiging door de rosse buurt van Port Mar om hem wat wereldwijs te maken. Na afscheid te nemen van Lorcas had Efraim Rianlle uit een bordeel zien komen, waarop Rianlle hem een Fwai-chi extract had toegediend om zijn geheugen te wissen zodat het schandaal niet zou uitkomen. Beducht om Efraim te doden en wetende dat Jochaim geen steen op de andere zou laten om de dader te vinden, besloot hij met Singhalissa gemene zaak en van de nood een deugd te maken. De inmiddels catatone en non-responsieve Efraim zou met een ruimteschip ver weg de ruimte worden ingestuurd, waarna Singhalissa de moord op Jochaim zou regelen en het vijandige Gosso voor de moord zou laten opdraaien. Destian zou vervolgens kaiark van Scharrode worden en een trisme met Maerio aangaan, en Singhalissa zou een trisme met Rianlle aangaan en kraike van Eccord worden. Destian zou onder druk van het machtiger Eccord en zijn eigen moeder zich niet tegen de overdracht verzetten, die in strijd was met het verdrag met de Fwai-chi dat Efraim zich nu wel degelijk herinnert.
Efraim verkondigt nu dat hij weet wie zijn geheugen heeft gewist maar dat dit een persoonlijke aangelegenheid tussen hem en de dader is. Hij stelt nu een trisme met Maerio voor waar zij van harte mee akkoord gaat. Ook vraagt hij Rianlle de overdracht te heroverwegen. Rianlle, bang dat zijn snode plan en zijn hoerenloperij uitkomen, gaat met beide voorstellen akkoord. Hierop brengt Efraim de moorden te berde op zijn vader Jochaim en zijn vriend Matho Lorcas, en wijst Singhalissa, Destian en Sthelany als schuldigen aan. De eiodarks van Scharrode nemen de drie hierop al hun titels af en verbannen ze uit de Rhune marken. Efraim en Maerio heersen nu over Scharrode in trisme, en de twee vragen zich af of ze na deze gebeurtenissen nog wel echte Rhune zijn.